# Barcus-Berry
Pour les articles homonymes, voir Barcus (homonymie) et Berry (homonymie).
Barcus-Berry est une société américaine d’instruments électriques de musique, créée en 1963 par le violoniste John Berry et l’électronicien Les Barcus. 

## Histoire
Entreprise renommée pour l’excellente qualité de ses nombreux micros piézo cristal pour instruments à vent et à cordes, une de ses créations les plus célèbres est le violectra.